# 러즈반 바실레스쿠
러즈반 바실레스쿠(루마니아어: Răzvan Vasilescu, 1954년 8월 14일 ~ )는 루마니아의 배우이다. 플로이에슈티에서 태어났다.

## 영화
- 디 애니버서리 (2017년)
- 더 원더러스 (2016년)
- 미라지 (2014년)
- 포트레이트 오브 더 파이터 애즈 어 영 맨 (2010년)
- 파스칼 도서관 (2010년)
- 세르주 갱스부르 (2010년)
- 위켄드 위드 마이 마더 (2009년)
- 파이어 앤 아이스 (2008년)
- 캘리포니아 드리밍 (2007년)
- 니키와 플로 (2003년)
- 길 위의 비즈니스 (2001년)
- 다크 프린스 (2000년)
- 종착역 (1998년)
- 너무 늦은 (1996년)
- 어느 잊을 수 없는 여름 (1994년)
- 참나무 (1992년) - 미티카 역